# Золочівський молокозавод
ЗАТ «Золочівський молокозавод» — молокозавод у селищі Золочів, Харківська область. З травня 2009 року не виробляє продукцію.

## Історія
З 2003 по 2005 рік завод простоював і не працював. У 2006 році був перепрофільований на виробництво маргаринів.
Довгий час завод не був основним у регіоні і лише перекривав недостатні позиції Богодухівського молокозаводу. Згодом компанія власник заводу «Євротек» продала свій актив. 

## Результати діяльності
За даними 2006 року підприємство виробило 757 т маргарину на 2 млн грн.